# Луи де Жуайёз
Луи де Жуайёз (Louis de Joyeuse) (ок. 1450 — 4 марта 1498) — граф Шартра и Гранпре, сеньор Бутеона, Банзака, Сен-Женьеза, Рошфора, Ла Рош-сюр-Йон и Шампиньи.
Третий сын Таннеги де Жуайёза, виконта де Жуайёз, и Бланш де Турнон.
Согласно отцу Ансельму — советник и камергер королей Людовика XI, Карла VIII и Людовика XII.
В 1477 году (3 февраля) женился на Жанне де Бурбон-Вандом (ум. 1487), старшей дочери графа Вандома Жана VIII. Отец выделил ей сеньории Рошфор и Сен-Женье. С 1477 года после смерти тестя был опекуном его несовершеннолетних детей и управляющим.
В 1481 году получил от короля сеньории Марвежоль и Ла Рош-сюр-Йон.
В 1487 году, овдовев, женился вторым браком на Изабо де Халлюэн (Isabeau de Halluin), дочери Жана де Халлюэна и Жанны де ла Клит, дамы де Комин, виконтессы де Ньёпор.
В 1487 году купил у Вольферта VI ван Борселена графство Гранпре. Предполагается, что покупку оплатила жена — Изабо де Халлюэн, и поэтому графство унаследовал сын от второго брака.
Дети от первой жены:
- Франсуа (ум. до 1518), сеньор де Бутеон и де Прео;
- Анна, с 1497 года жена Габриэля де Леви, барона де Кузана.

Дети от второй жены:
- Роберт (ум. 1556), граф Гранпре;
- Жан, аббат в Хонсе и Бенвале;
- Мадлен, жена Жана д’Илье, барона дез Адрет.